# Pittura storica

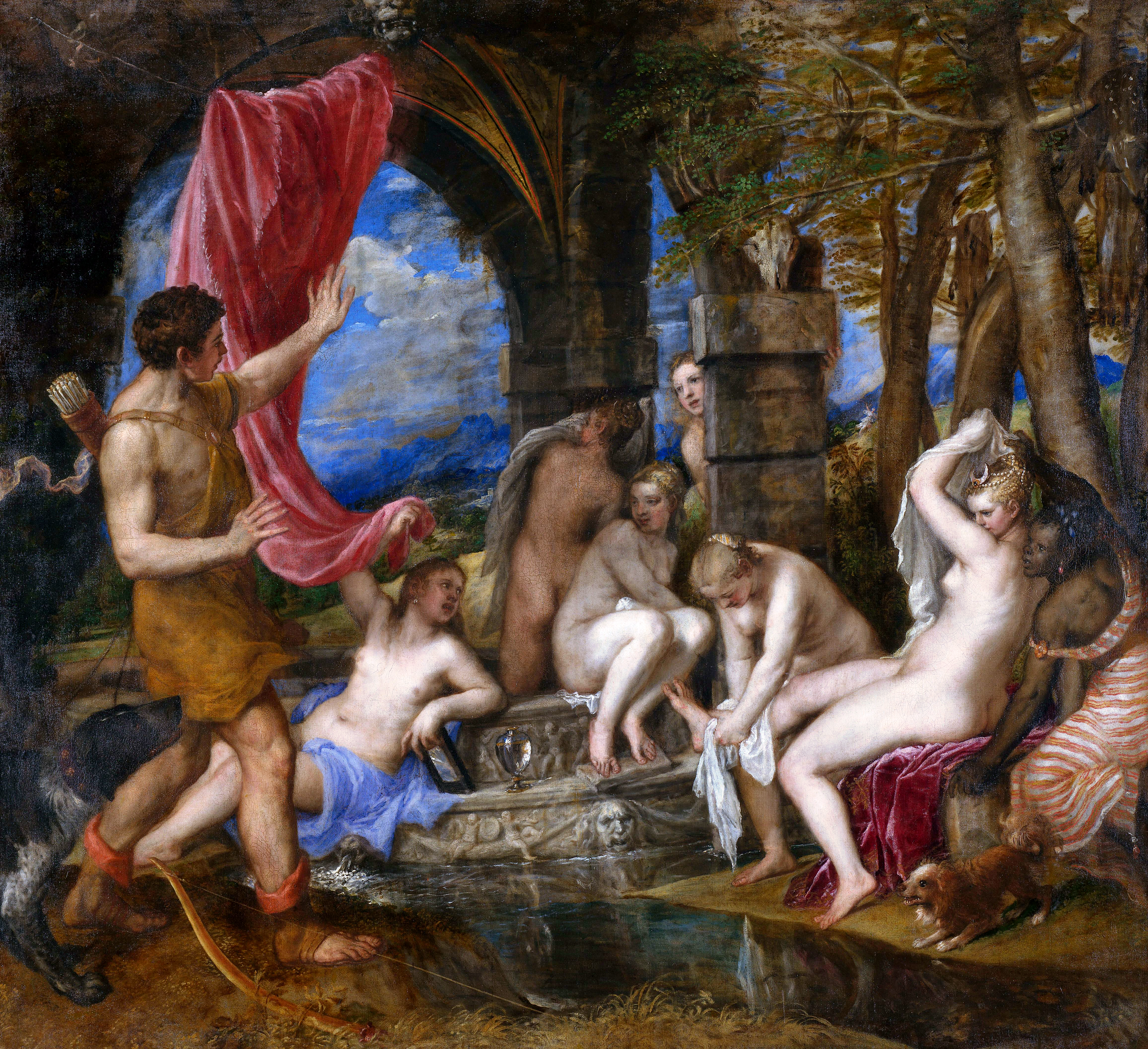
Diana e Atteone, Tiziano, 1556–1559, dipinto storico, che illustra un momento drammatico nella storia della mitologia, con figure, paesaggio e natura morta.

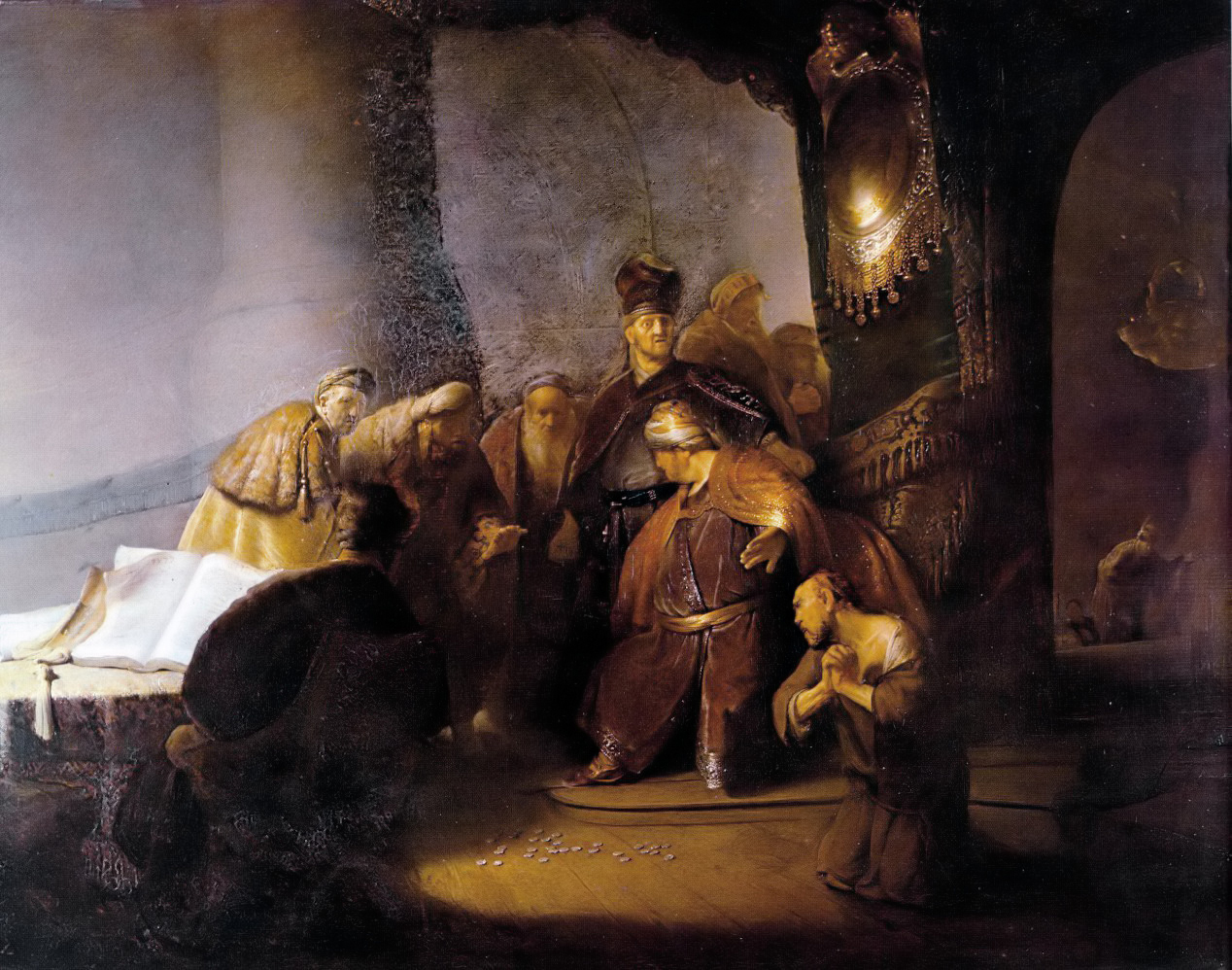
Il ritorno di Giuda con le trenta monete d'argento di Rembrandt, 1629.

Pittura storica è un genere di pittura definita dal suo soggetto, piuttosto che dallo stile artistico. I dipinti storici di solito raffigurano un momento di una storia narrativa, piuttosto che un argomento specifico e statico, come in un ritratto. Il termine deriva dal più ampio senso della parola historia in latino, che significa "storia" o "narrativa", e significa essenzialmente "pittura su fatto storico". La maggior parte dei dipinti storici non sono costituiti da scene tratte dalla storia, in particolare per i dipinti prima del 1850. In inglese moderno, pittura storica è talvolta usato per descrivere la pittura di scene tratte dalla storia in senso stretto, in particolare per l'arte del XIX secolo, esclusi i soggetti religiosi, mitologici e allegorici, che sono inclusi nel termine più ampio di pittura di storia e prima del XIX secolo sono stati i soggetti più comuni per quadri di storia.
I dipinti storici contengono quasi sempre un numero di figure, spesso un gran numero, e normalmente mostrano qualche tipo di azione che è un momento in una narrazione. Il genere comprende rappresentazioni di momenti di narrazioni religiose, soprattutto la vita di Cristo e scene narrative della mitologia oltre che allegoriche. Questi gruppi furono per lungo tempo l'argomento della maggior parte dei dipinti; opere come la Volta della Cappella Sistina Michelangelo sono quindi dipinti storici, come lo sono la maggior parte di molti grandi dipinti prima del XIX secolo. Il termine comprende grandi dipinti a olio su tela o ad affresco prodotti tra il Rinascimento e il tardo XIX secolo, dopo di che il termine non è generalmente utilizzato anche per le tante opere che ancora soddisfano la definizione di base.
Pittura storica viene normalmente intercambiato con il termine pittura di storia, che venne usato specialmente prima del XX secolo. Qualora si faccia una distinzione la "pittura di storia" è la pittura di scene tratte dalla storia laica, episodi specifici o scene generalizzate. Nella pittura storica del XIX secolo, è diventato un genere distinto. In frasi come "materiali di pittura di storia" e "storico" significano in uso prima o intorno al 1900, o una data precedente.
I dipinti storici sono stati tradizionalmente considerati come la più alta forma della pittura occidentale, che occupa il posto più prestigioso nella gerarchia dei generi ed è considerata l'equivalente della poesia epica in letteratura. Nel suo De Pictura, del 1436, Leon Battista Alberti aveva sostenuto che la pittura storica era la forma più nobile dell'arte, come la più difficile, che richiedeva padronanza in tutti gli altri generi, perché era una forma visiva della storia, e perché aveva il maggior potenziale per attrarre lo spettatore. Egli pose l'accento sulla capacità di rappresentare le interazioni tra le figure riconoscibili dai gesti e dalle espressioni dei personaggi.
Questo punto di vista rimase inalterato fino al XIX secolo, quando i movimenti artistici cominciarono a lottare contro le istituzioni che avevano codificato l'arte accademica e che continuavano a seguirne le regole. Allo stesso tempo, verso la fine del XVIII secolo vi fu un crescente interesse nel descrivere nella forma di pittura di storia alcuni momenti del dramma della storia recente o contemporanea, che erano a lungo e in gran parte stati confinati nelle scene di battaglia e scene di rese formali e simili. Scene tratte dalla storia antica erano state popolari nel primo Rinascimento, e ancora una volta divennero comuni nel barocco e nel rococò, e ancora di più con il passaggio al Neoclassicismo. In alcuni contesti del XIX e XX secolo, il termine può riferirsi specificamente ai dipinti di scene dalla storia laica, piuttosto che a quelli dei racconti religiosi, della letteratura o della mitologia.

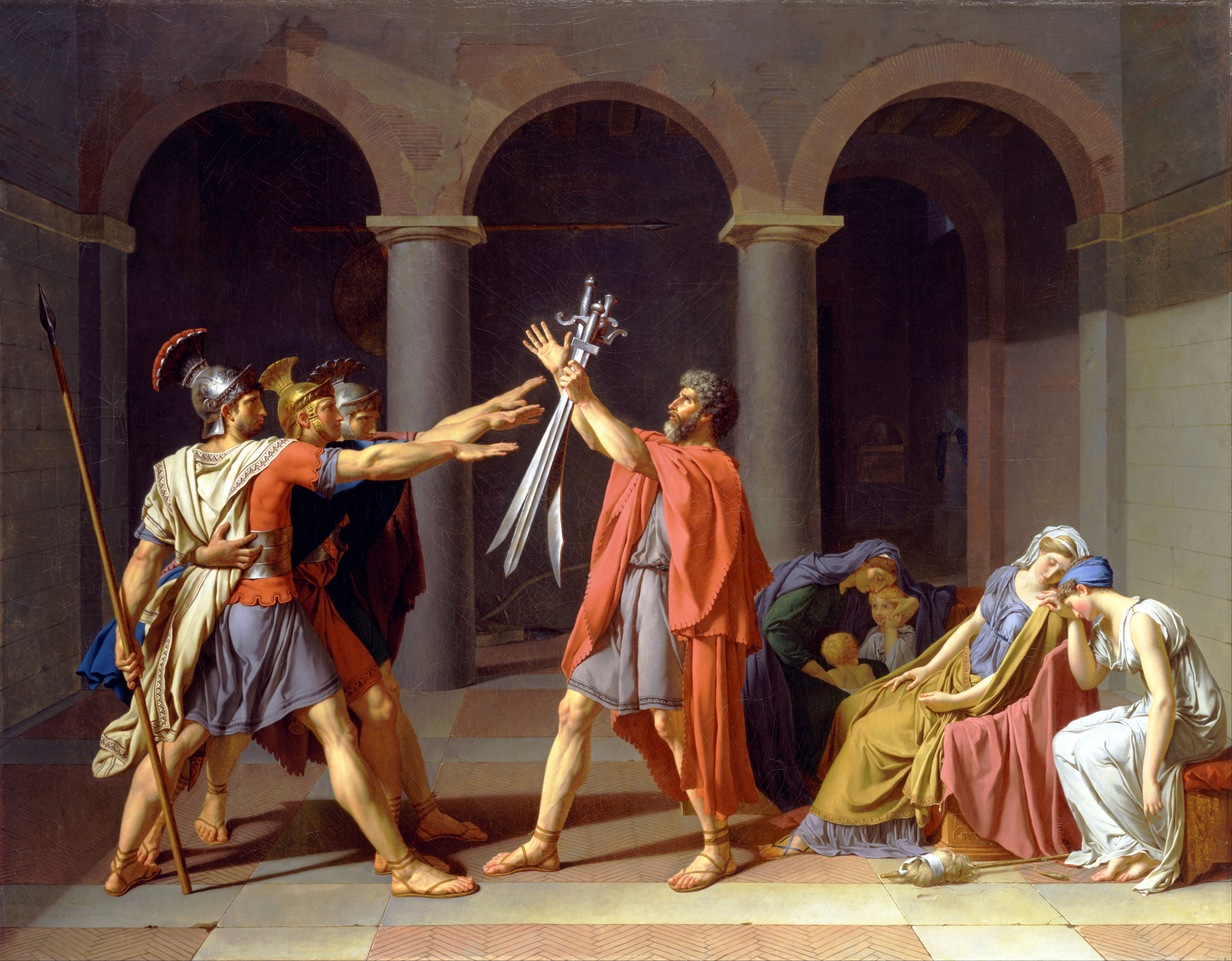
Jacques-Louis David, Il giuramento degli Orazi, 1786, con una scena dalla storia antica.

## Sviluppo
Il termine non è generalmente utilizzato nella storia dell'arte nel parlare di pittura medievale, anche se la tradizione occidentale si stava sviluppando con grandi pale d'altare, cicli di affreschi e altre opere, oltre che nei codici miniati. Esso viene alla ribalta nella pittura rinascimentale italiana, nella quale furono prodotte una serie di opere sempre più ambiziose, molte ancora a carattere religioso, ma molte, soprattutto a Firenze, che rappresentavano scene storiche quasi contemporanee come il gruppo di tre enormi tele della Battaglia di San Romano di Paolo Uccello, della mancata  Battaglia di Cascina di Michelangelo e della  Battaglia di Anghiari di Leonardo, nessuna delle quali venne completata. Scene tratte dalla storia antica e dalla mitologia erano anche popolari all'epoca. Scrittori come Alberti e, il secolo successivo Giorgio Vasari nelle sue Le vite de' più eccellenti pittori, scultori e architettori, seguirono l'opinione pubblica e artistica nel giudicare i migliori pittori soprattutto dalla loro produzione di grandi opere di pittura storica anche se in realtà l'unica opera (post-classica) descritta in De Pictura è l'enorme mosaico della Navicella di Giotto. Gli artisti continuarono per secoli a lottare per far crescere la loro reputazione producendo tali opere, spesso trascurando i generi a cui il loro talento era più adatto.

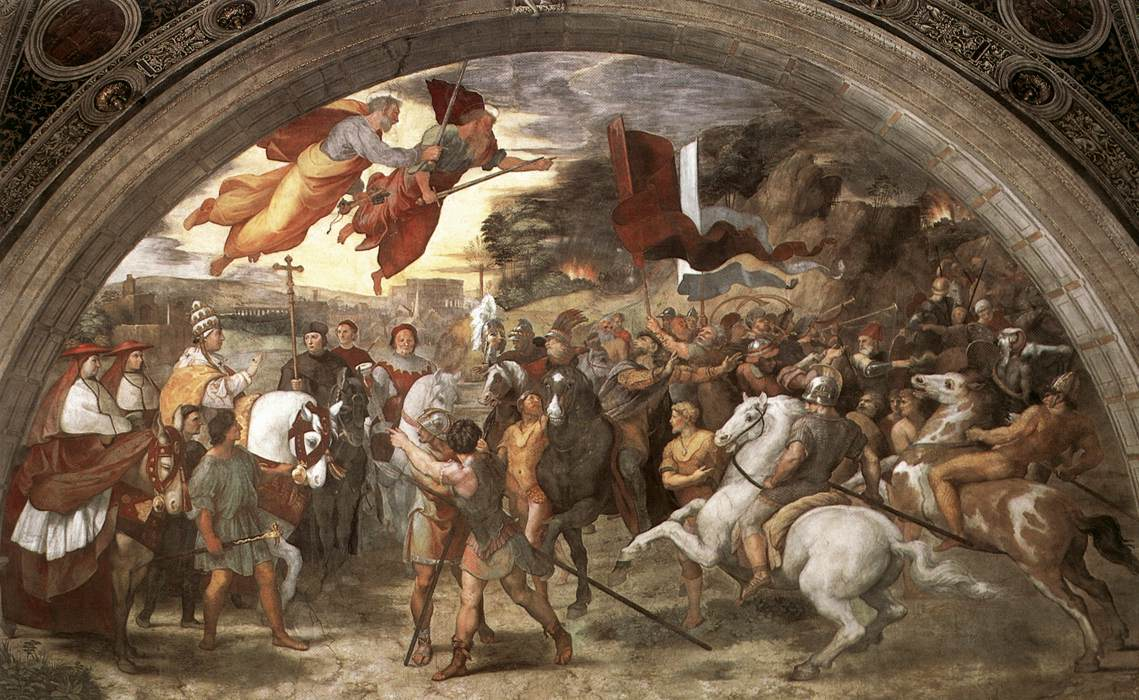
Incontro di Leone Magno con Attila di Raffaello e la sua bottega.

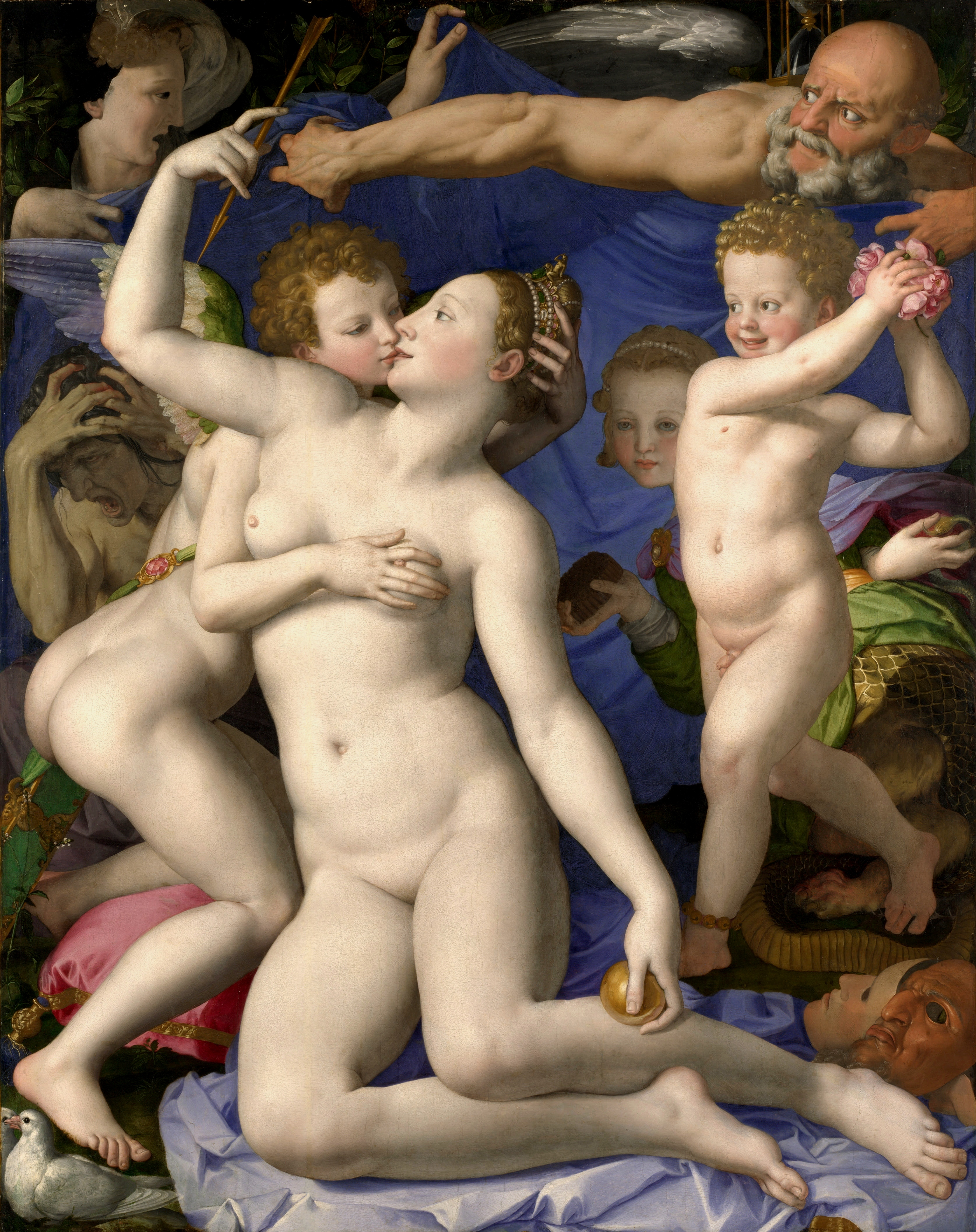
Allegoria del trionfo di Venere, Agnolo Bronzino, c. 1545. Secondo André Félibien l'allegoria era la più elevata forma di pittura storica.

C'era qualche obiezione sul termine, dato che molti scrittori preferivano termini come "pittura poetica" (poesia), o facevano una distinzione tra la "vera" storia, che copre la storia biblica e di scene religiose, e fabula che riguarda i miti pagani, l'allegoria e scene di finzione, che non potevano essere considerate come vere. Le grandi opere di Raffaello sono state a lungo considerate, assieme a quelle di Michelangelo, come i migliori modelli per il genere.
Nelle Stanze di Raffaello nei Musei Vaticani, allegorie e scene storiche sono miscelate e gli Arazzi di Raffaello mostrano scene dai Vangeli, tutte alla grande maniera che dall'alto Rinascimento rimase associata al dipinto storico. Nel tardo Rinascimento e nel barocco la pittura storica degenerò in scene di battaglia panoramiche con il monarca vittorioso o il generale arroccato su un cavallo accompagnato dal suo seguito, o scene formali di cerimonie, anche se alcuni artisti riuscirono ad ottenere un capolavoro da tale materiale poco promettente, come Velázquez con La resa di Breda.
Una formulazione influente del 1667, di André Félibien, storiografo, architetto e teorico del classicismo francese divenne la dichiarazione classica della teoria per il XVIII secolo:
(André Félibien)
Dalla fine del XVIII secolo, con il declino della pittura religiosa e mitologica, vi fu un aumento della domanda di dipinti di scene tratte dalla storia antica e da quella contemporanea. Questo cambiamento venne in parte determinato dalla modifica dei fruitori delle pitture, poiché sempre più spesso la reputazione dei pittori scaturiva dalle mostre pubbliche piuttosto che dai proprietari e dai visitatori dei palazzi ed edifici pubblici. La storia classica rimase popolare, ma le scene di storie nazionali erano spesso le più apprezzate. Dal 1760 in poi, la Società degli Artisti della Gran Bretagna fu il primo organismo ad organizzare mostre periodiche a Londra, assegnando due premi generosi ogni anno a dipinti di soggetti dalla storia britannica.

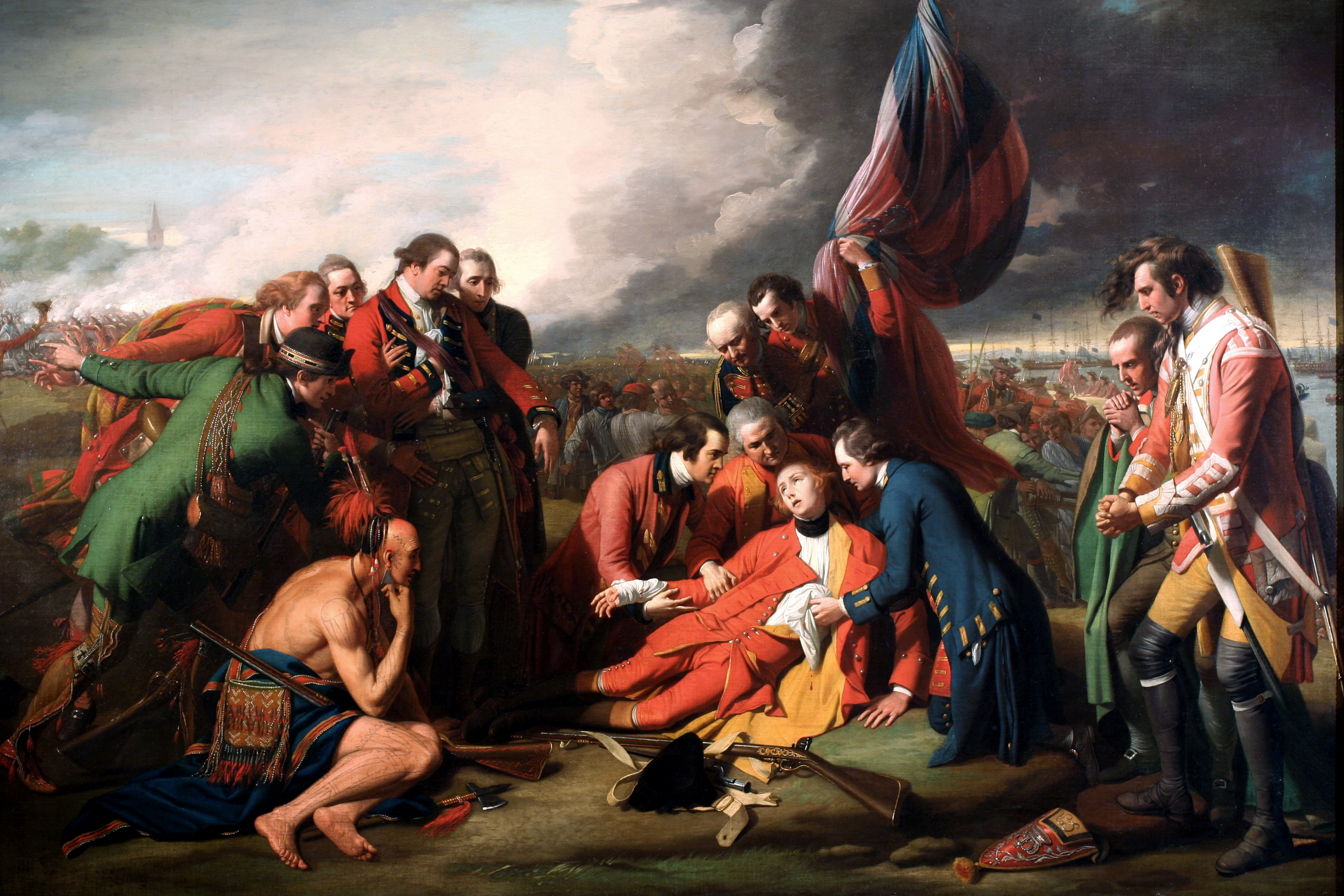
Benjamin West, La morte del generale Wolfe (1770), uno dei primi esempi di pittura di scene tratte dalla storia recente.

La natura non eroica del moderno abbigliamento venne considerata come una grave difficoltà. Quando, nel 1770, Benjamin West propose di dipingere la Morte del generale Wolfe in abiti contemporanei, egli fu fermamente istruito, da molte persone, ad usare la classica uniforme, ma egli ignorò questi commenti e mostrò la scena in abiti moderni. Anche se Giorgio III d'Inghilterra si rifiutò di acquistare il lavoro, West riuscì sia a superare le obiezioni dei suoi critici e che ad inaugurare uno stile più storicamente accurato in tale genere di dipinti. Altri artisti raffigurarono scene, a prescindere da quando si erano verificate, in abito classico e per lungo tempo, soprattutto durante la rivoluzione francese, con la rappresentazione della pittura storica spesso incentrata sul nudo maschile eroico.
Alla grande produzione di dipinti di propaganda che esaltavano le gesta di Napoleone, utilizzando i migliori artisti francesi, vennero contrapposte opere che mostravano sia le vittorie che le sconfitte, dell'alleanza anti napoleonica, da artisti come Goya e J.M.W. Turner. La zattera della Medusa (1818-1819) di Théodore Géricault fu una sensazione, che apparve per aggiornare la pittura storica del XIX secolo, mostrando figure anonime famose solo per essere vittime di quello che allora era un disastro famoso e controverso in mare. Convenzionalmente erano vestiti di stracci a dimostrare l'azione del mare. Allo stesso tempo, la domanda di grandi quadri di storia religiosa tradizionale diminuì in maniera notevole.

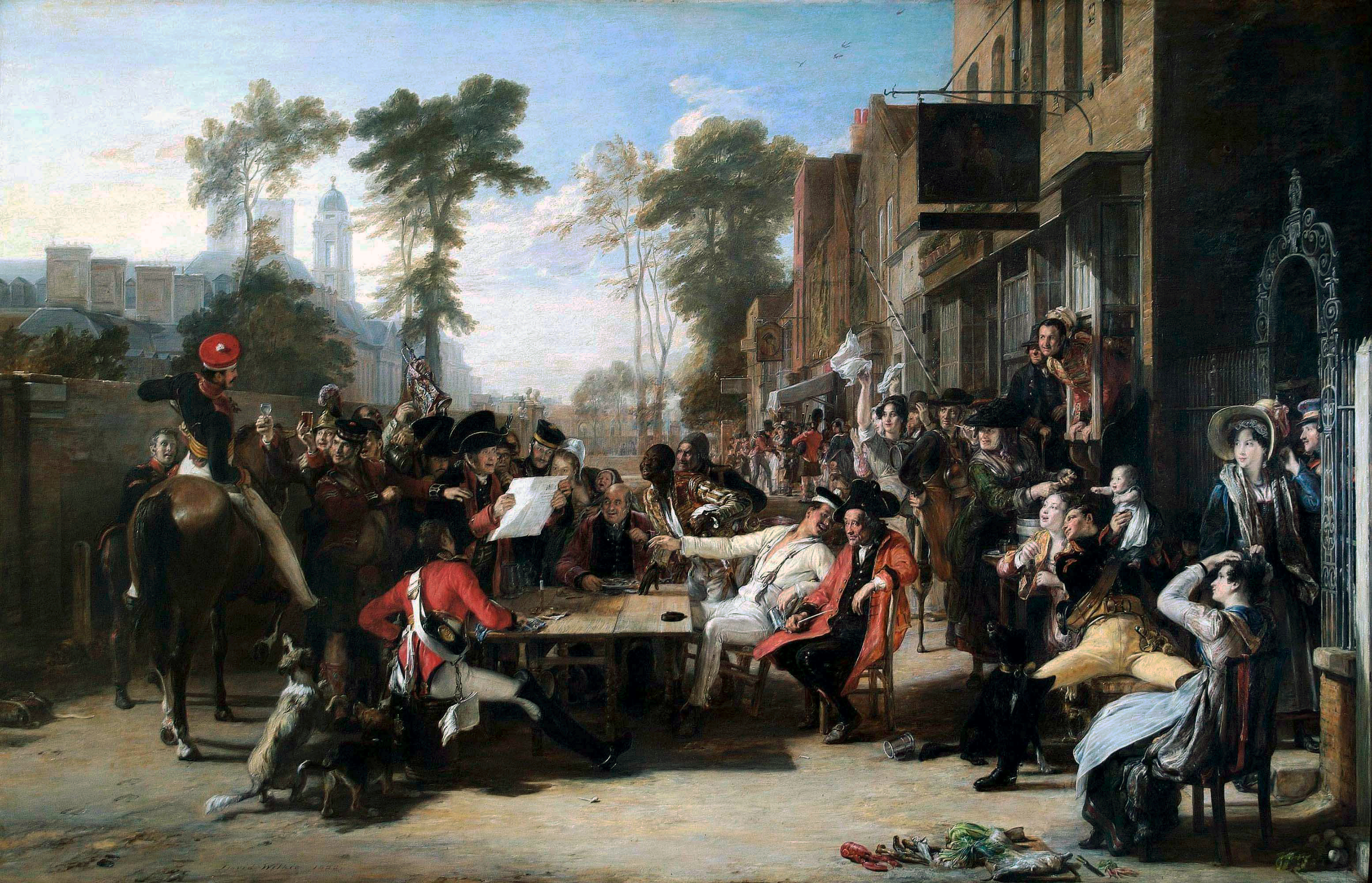
Sir David Wilkie, The Chelsea Pensioners reading the Waterloo Dispatch, 1822.

Nella metà del XIX secolo sorse uno stile conosciuto come storicismo, che ha segnato una imitazione formale degli stili storici e/o artisti. Un altro sviluppo nel XIX secolo è stato il trattamento di soggetti storici, spesso su larga scala, con i valori della pittura di genere, la rappresentazione di scene di vita quotidiana e aneddoti. Raffigurazioni di eventi di grande rilevanza pubblica vennero integrate con scene raffiguranti più momenti personali nella vita dei grandi o con scene incentrate su figure senza nome coinvolte in eventi storici, come nello stile troubadour. Allo stesso tempo scene di vita ordinaria con contenuto morale, politico o satirico divennero spesso il principale veicolo di interazione espressiva tra le figure di un dipinto, sia in ambiente moderno che storico.
Verso la fine del XIX secolo, la pittura storica fu spesso esplicitamente respinta dai movimenti di avanguardia come l'impressionismo (fatta eccezione per Édouard Manet) e il simbolismo e secondo un recente scrittore «il modernismo era in misura considerevole costruito sul rifiuto della pittura storica... Tutti gli altri generi erano considerati capaci di entrare, in una forma o nell'altra, nel Pantheon della modernità, ma la pittura storica era esclusa».

## Pittura storica e pittura di storia

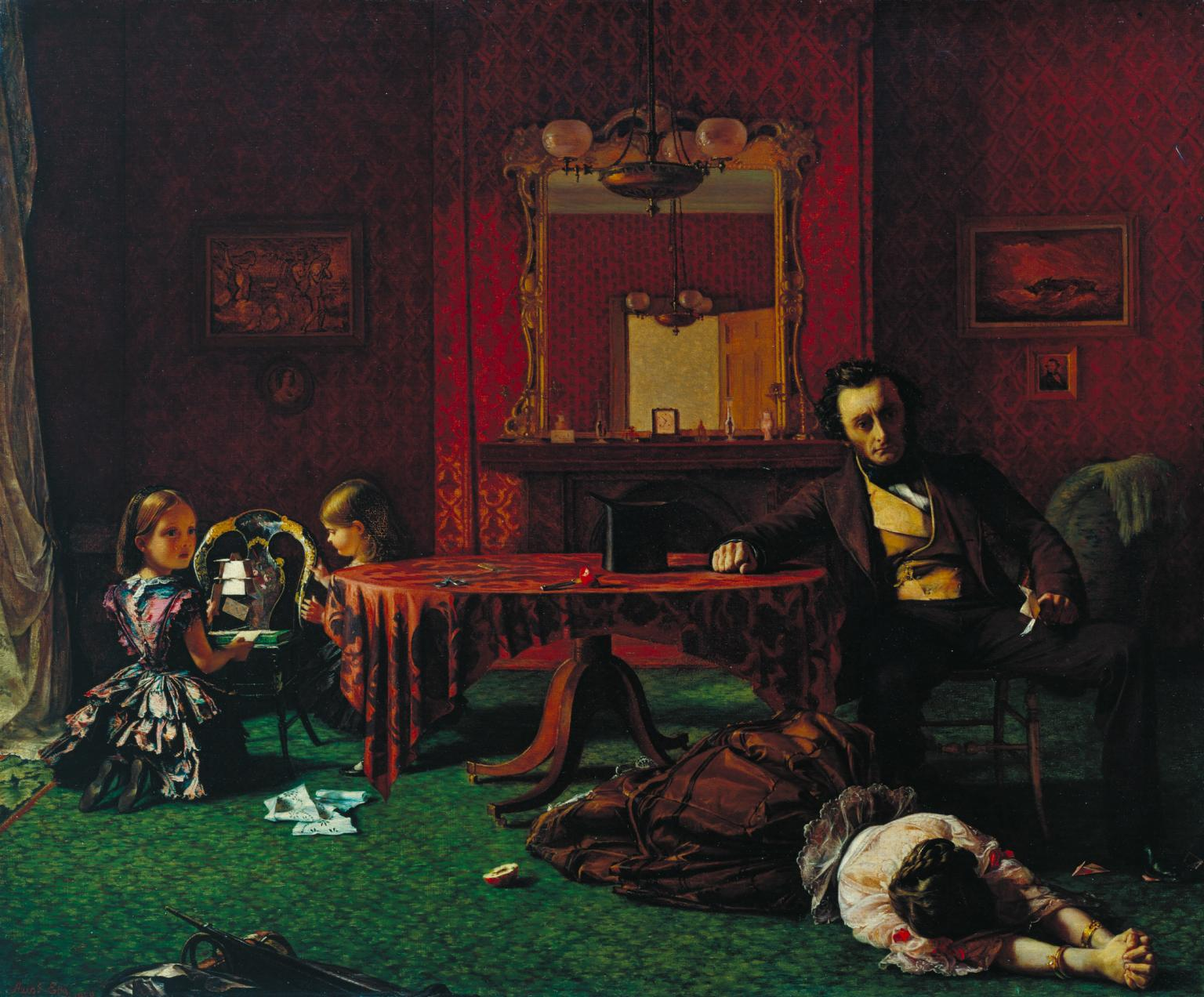
"No. 1, Misfortune" da Past and Present di Augustus Egg, 1858.

### Il termine
All'inizio i termini "pittura storica" e "pittura di storia" vennero usati in maniera intercambiabile in inglese, fino a quando Sir Joshua Reynolds, nei suoi Discourse, usò "pittura storica", dicendo "... che dovrebbe essere chiamata poetica, come in realtà è ", che riflette il termine francese peinture historique, un equivalente di "pittura di storia". I termini cominciarono a separarsi nel XIX secolo, con "pittura di storia" diventata un sottogruppo di "pittura storica", limitato a soggetti tratti dalla storia nel suo stretto senso. Nel 1853 John Ruskin chiese al suo pubblico: "Cosa significa oggi pittura storica? Oggi giorno significa il tentativo, da parte del potere dell'immaginazione, di ritrarre qualche evento storico dei giorni passati".  Così, ad esempio il catalogo in tre volumi di Harold Wethey sui dipinti di Tiziano (Phaidon, 1969–75) è suddiviso tra "dipinti religiosi", "ritratti" e "dipinti storici e mitologici", anche se nelle copertine dei volumi I e III è scritto dipinti storici. Questa distinzione è utile, ma non è affatto generalmente osservata e le due dizioni sono ancora spesso usate in maniera confusa. A causa del rischio di confusione nella scrittura l'accademica moderna tende ad evitare la frase "pittura di storia", parlando invece di "questione storica del soggetto" nella pittura storica, ma la frase è ancora usata in studi contemporanei che implicano generalmente la pittura di soggetti storici, molto spesso nel XIX secolo. "Pittura storica" può essere usato, specialmente in discussioni di tecnica pittorica in studi di conservazione, a significare "vecchio", opposto alla pittura moderna o recente.
Nella scrittura inglese del XIX secolo riguardante l'arte, i termini "pittura a soggetto" o pittura "aneddotica" vennero spesso utilizzati per le opere in una linea di sviluppo che risaliva a William Hogarth con raffigurazioni monosceniche di momenti cruciali in una narrazione implicita con personaggi non identificati, come nel dipinto del 1853 di William Holman Hunt, The Awakening Conscience o in quello di Augustus Egg, Past and Present, una serie di tre dipinti, rivista da Hogarth in Marriage à-la-mode.

### XIX secolo

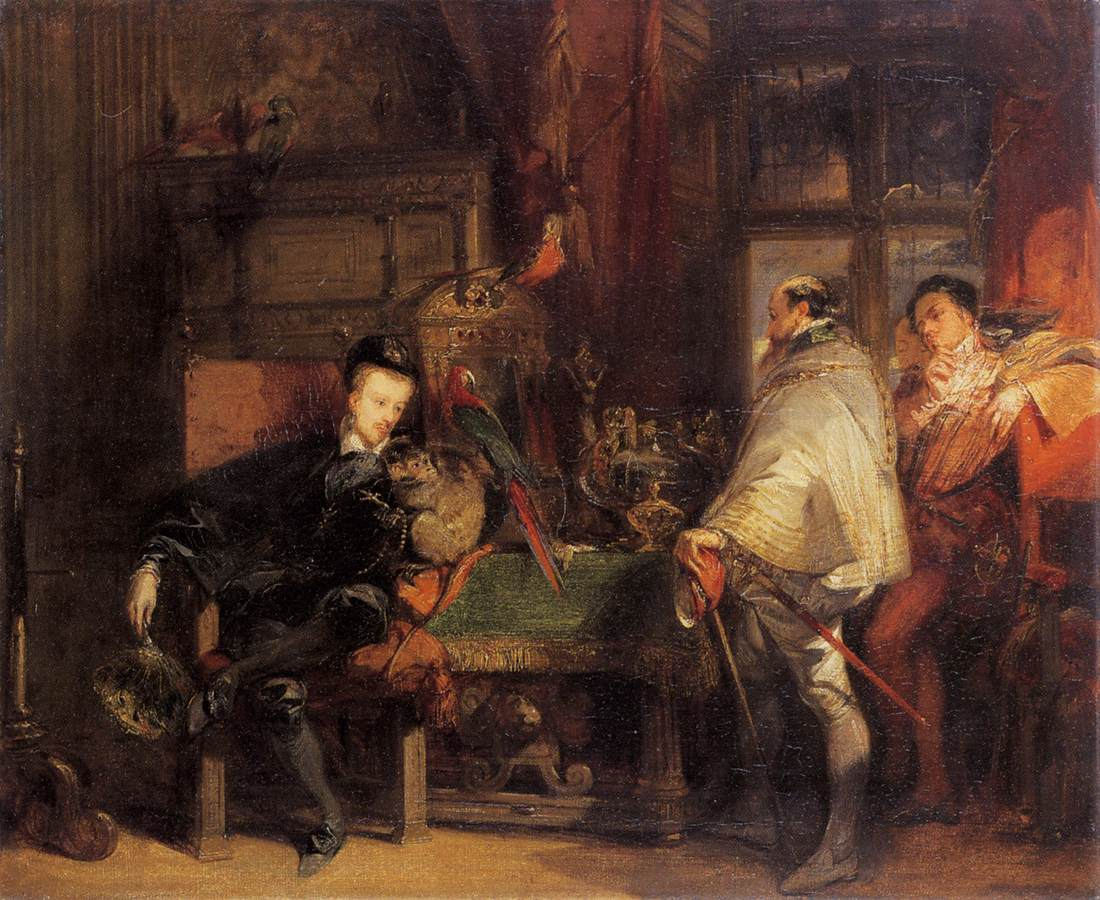
Richard Parkes Bonington, Enrico III di Francia, una piccola scena aneddotica "intimo-romantica" estrapolata dalla storia.

La pittura storica fu la forma dominante di arte accademica nelle varie accademie nazionali del XVIII secolo e per la maggior parte del XIX, nelle quali dominavano soggetti sempre più storici. Durante il periodo rivoluzionario e napoleonico, il trattamento eroico della storia contemporanea in modo sfacciatamente propagandistica di Antoine-Jean Gros, Jacques-Louis David, Carle Vernet e altri fu sostenuto dal stato francese, ma dopo la caduta di Napoleone, nel 1815, i governi francesi non furono considerati idonei al trattamento eroico e molti artisti si ritirarono ulteriormente nel passato per trovare argomenti, anche se in Gran Bretagna raffigurarono le vittorie delle guerre napoleoniche per lo più dopo che erano finite. Un altro percorso fu quello di scegliere le materie contemporanee che erano di opposizione al governo, sia in patria che all'estero, e molti di quelli che erano probabilmente l'ultima grande generazione di dipinti storici rappresentarono proteste e episodi contemporanei di repressione o di oltraggi sia all'interno che all'estero: i dipinti di Goya, Il 3 maggio 1808 (1814), di Théodore Géricault, La zattera della Medusa (1818-1819), di Eugène Delacroix, Il massacro di Scio (1824) e La Libertà che guida il popolo (1830). Questi dipinti erano eroici, ma mostrarono eroica sofferenza di civili.

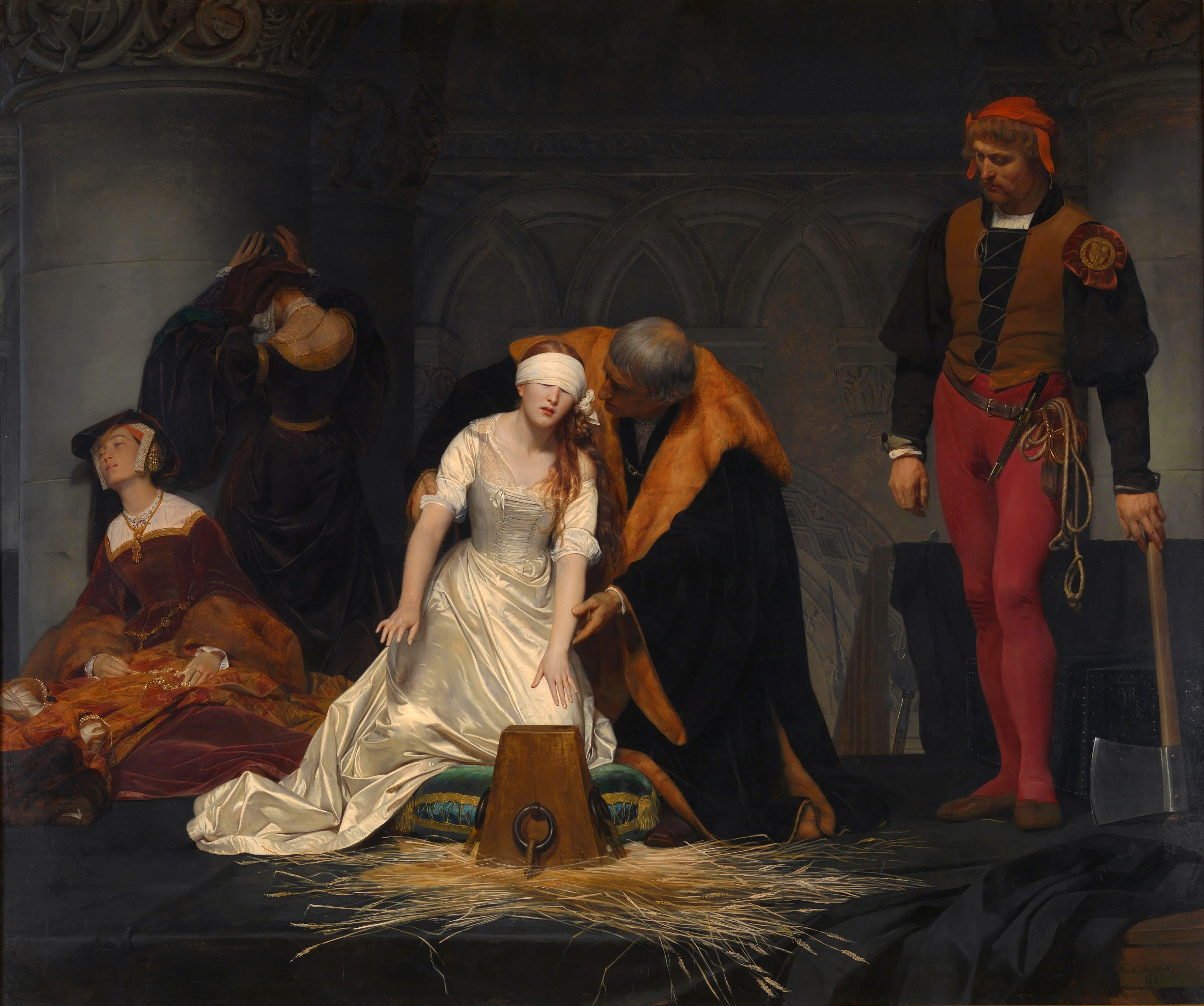
Paul Delaroche, L'esecuzione di Lady Jane Grey, 1833, National Gallery, Londra

Artisti romantici come Géricault e Delacroix, e altri appartenenti a movimenti come i Preraffaelliti continuarono a considerare la pittura storica come un ideale per le loro opere più ambiziose. Altri come Jan Matejko in Polonia, Vasilij Ivanovič Surikov in Russia e Paul Delaroche in Francia divennero pittori specialisti in grandi dipinti a soggetto storico. Lo stile troubadour fu un termine francese derisorio per indicare i primi pittori che avevano riprese a dipingere con tecniche medievali e rinascimentali, che erano spesso piccole opere raffiguranti momenti di aneddoti piuttosto che drammatiche; Ingres, Richard Parkes Bonington e Henri Fradelle dipinsero questo genere di opere. Sir Roy Strong chiamò questo genere di pittura "intimo-romantico", e in francese fu noto come "peinture de genre historique" o "peinture anecdotique" ("pittura di genere storico" o "pittura aneddotica").
Le commissioni della chiesa per le grandi scene di gruppo della Bibbia si erano notevolmente ridotte e la pittura storica divenne molto significativa. Soprattutto nei primi anni del XIX secolo, molta pittura storica raffigurava momenti specifici della letteratura storica, con i romanzi di Sir Walter Scott in Francia e in altri paesi europei tanto quanto in Gran Bretagna. Intorno alla metà del secolo ci si aspettava che le scene medievali fossero attentamente studiate, utilizzando il lavoro degli storici del costume, architettura e tutti gli elementi di arredo che stavano diventando disponibili. La fornitura di esempi e competenze per gli artisti, così come il revival del design industriale fu una delle motivazioni per la costituzione di musei come il Victoria and Albert Museum a Londra. Nuove tecniche di incisione come la cromolitografia consentirono la stampa di riproduzioni monocromatiche di buona qualità e relativamente a buon mercato e quindi molto accessibili per la gente e anche estremamente redditizie per l'artista ed editore, visto che le vendite raggiunsero numeri notevoli.
La pittura storica spesso ebbe uno stretto rapporto con il nazionalismo e pittori come Matejko in Polonia potettero svolgere un ruolo importante nel determinare la narrazione storica prevalente della storia nazionale nella mente del popolo. Anche in Italia la pittura storico-romantica ha avuto suoi cultori: Massimo d'Azeglio, su suggerimento di Vittorio Emanuele II, dipinse nel 1858 Vittorio Amedeo II di Savoia a Taormina nel 1714, il milanese Giuseppe Mazza nel 1848 dipinse Il giuramento di Pontida, ricostruzione storica ispirata ai versi di Giovanni Berchet, e Francesco Podesti, nel Giuramento degli Anconitani, raffigurò un episodio delle lotte tra Federico Barbarossa e i comuni italiani.
In Francia, L'art pompier ("arte del pompiere") fu un termine derisorio affibbiato ai pittori storici accademici, e in una fase finale, "La pittura storica degradata, scene di brutalità e il terrore, la pretesa di illustrare episodi della storia romana e moresca, erano sensazioni da Salone. Sulle pareti sovraffollate delle gallerie espositive, i quadri che gridavano più forte ottennero l'attenzione". La pittura orientalista fu un genere alternativo che offrì costumi esotico simili e arredamento, e almeno tante possibilità di rappresentare il sesso e la violenza.

## Galleria d'immagini

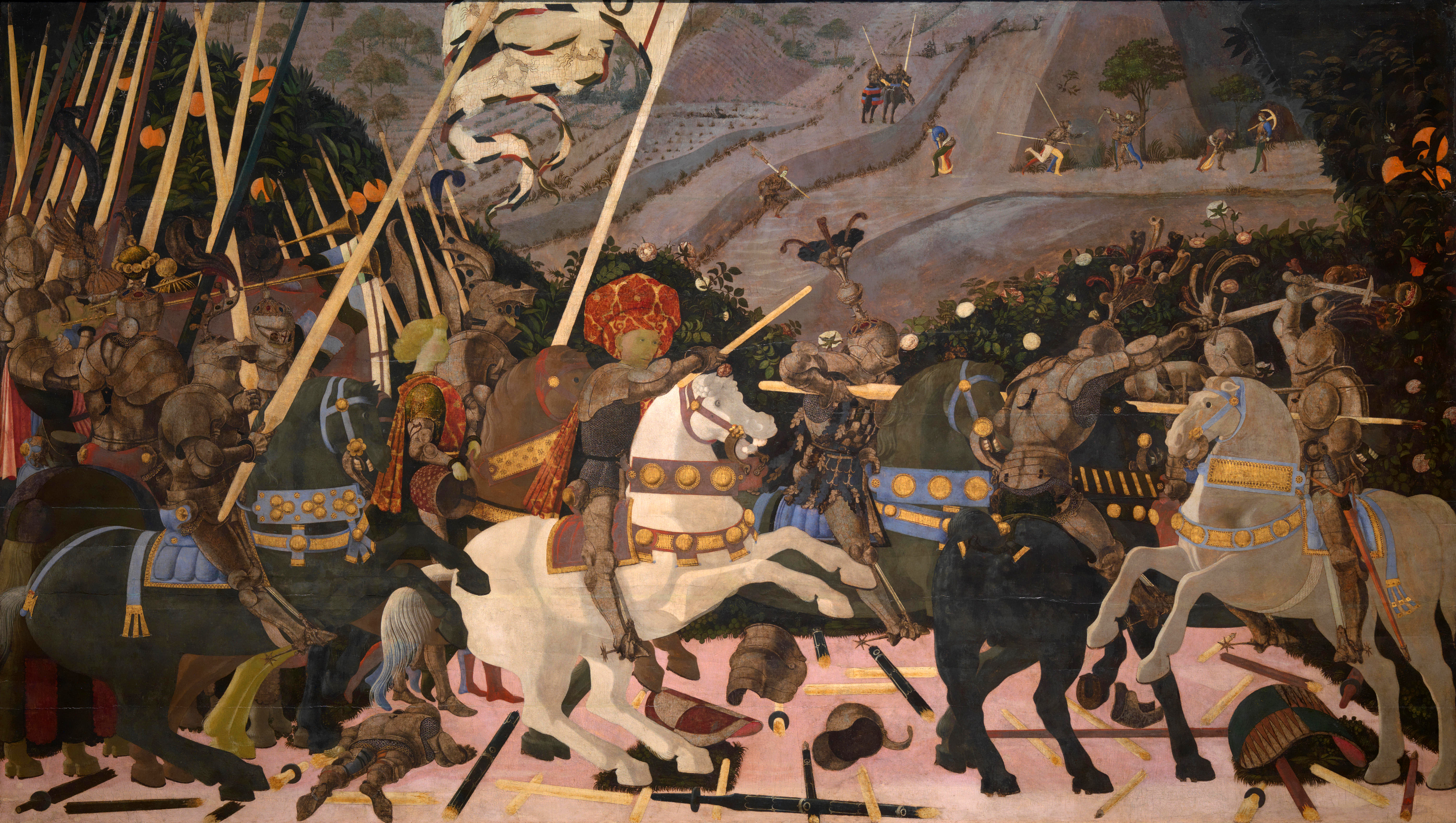
Paolo Uccello, 1438-1440, Battaglia di San Romano, Galleria degli Uffizi, Firenze
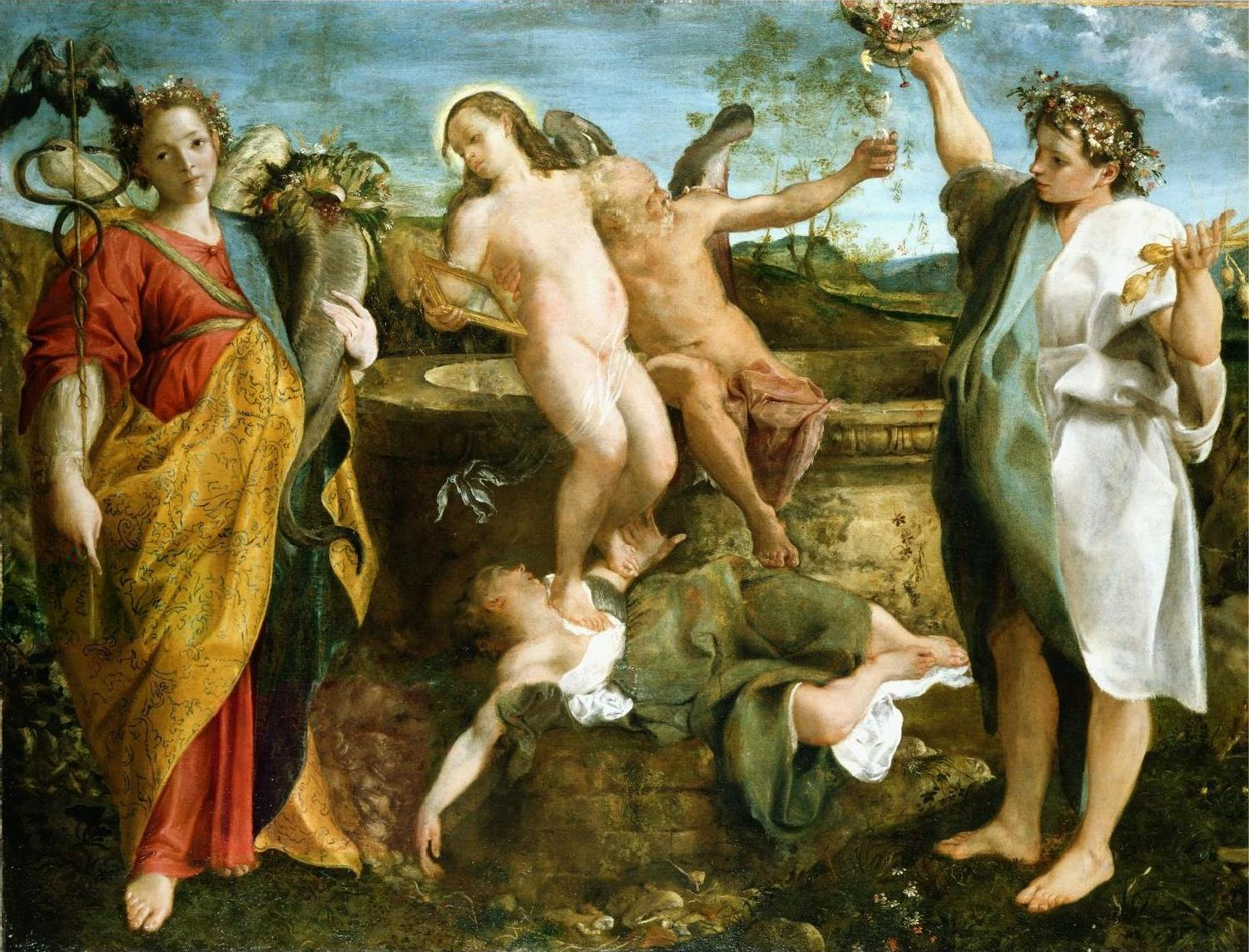
Annibale Carracci, Allegoria della verità e del tempo (1584-5), dipinto storico-allegorico
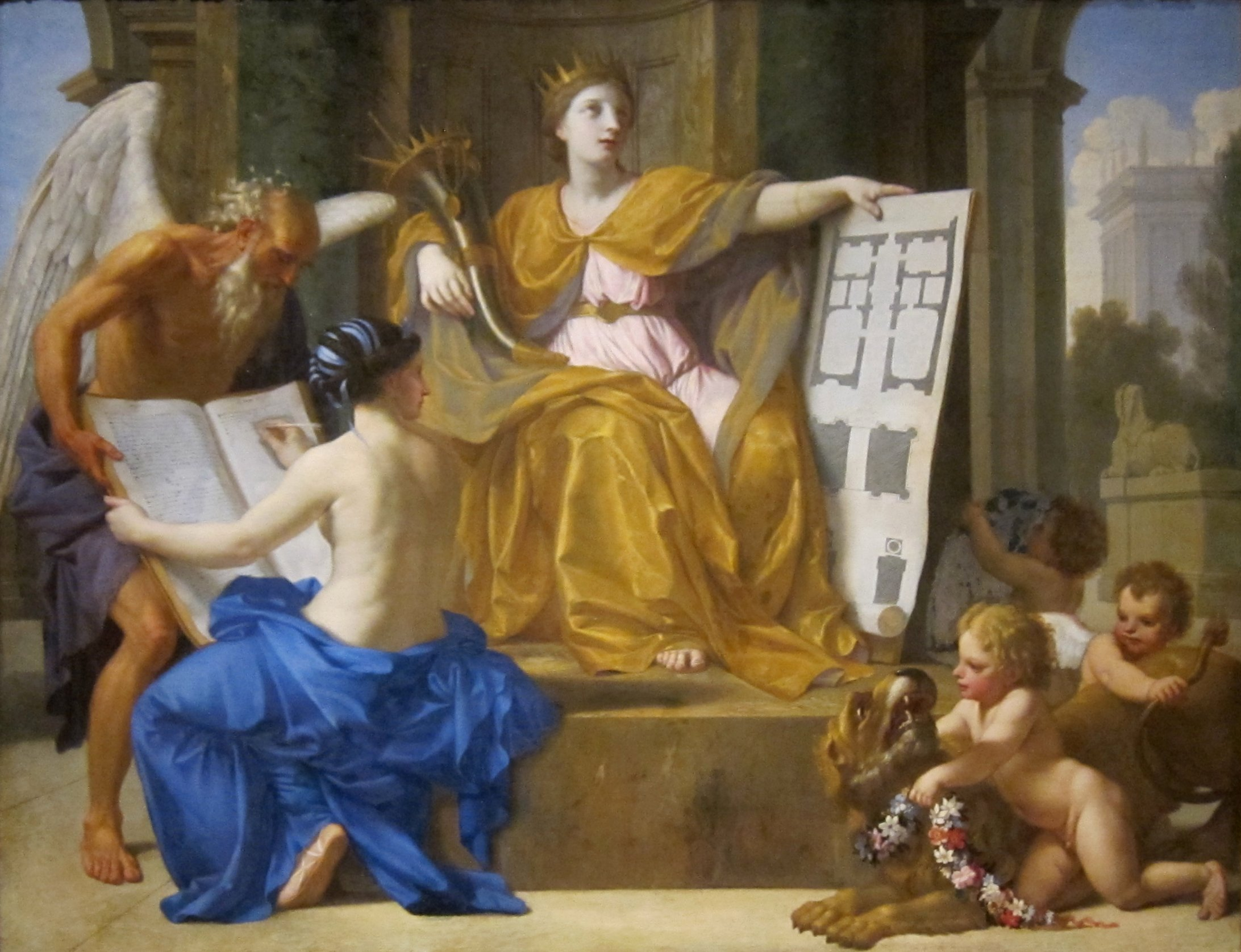
Allegoria della magnificenza, Eustache Le Sueur, c. 1654
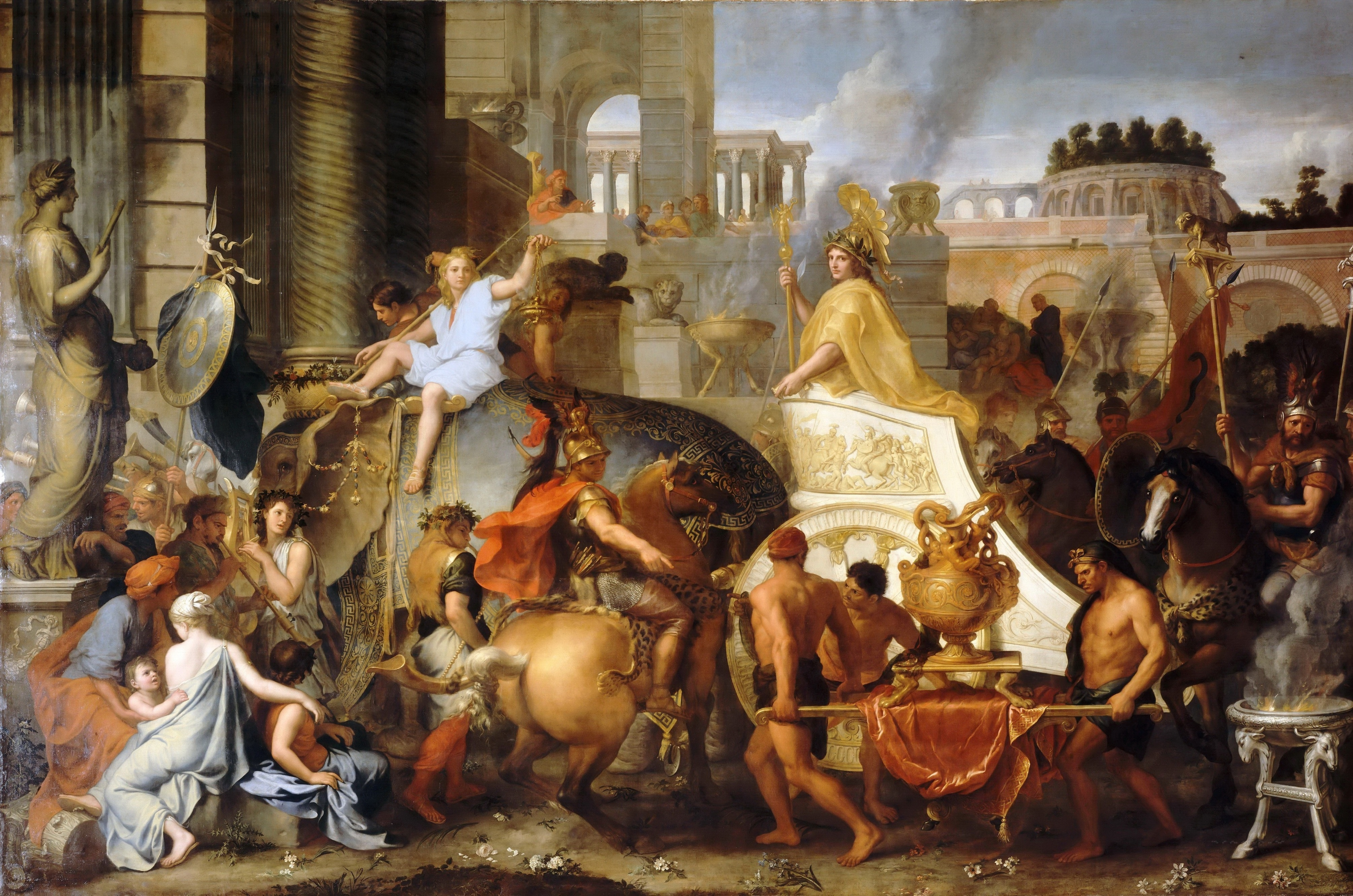
Charles Le Brun, 1664, Ingresso di Alessandro a Babilonia, Louvre, Parigi
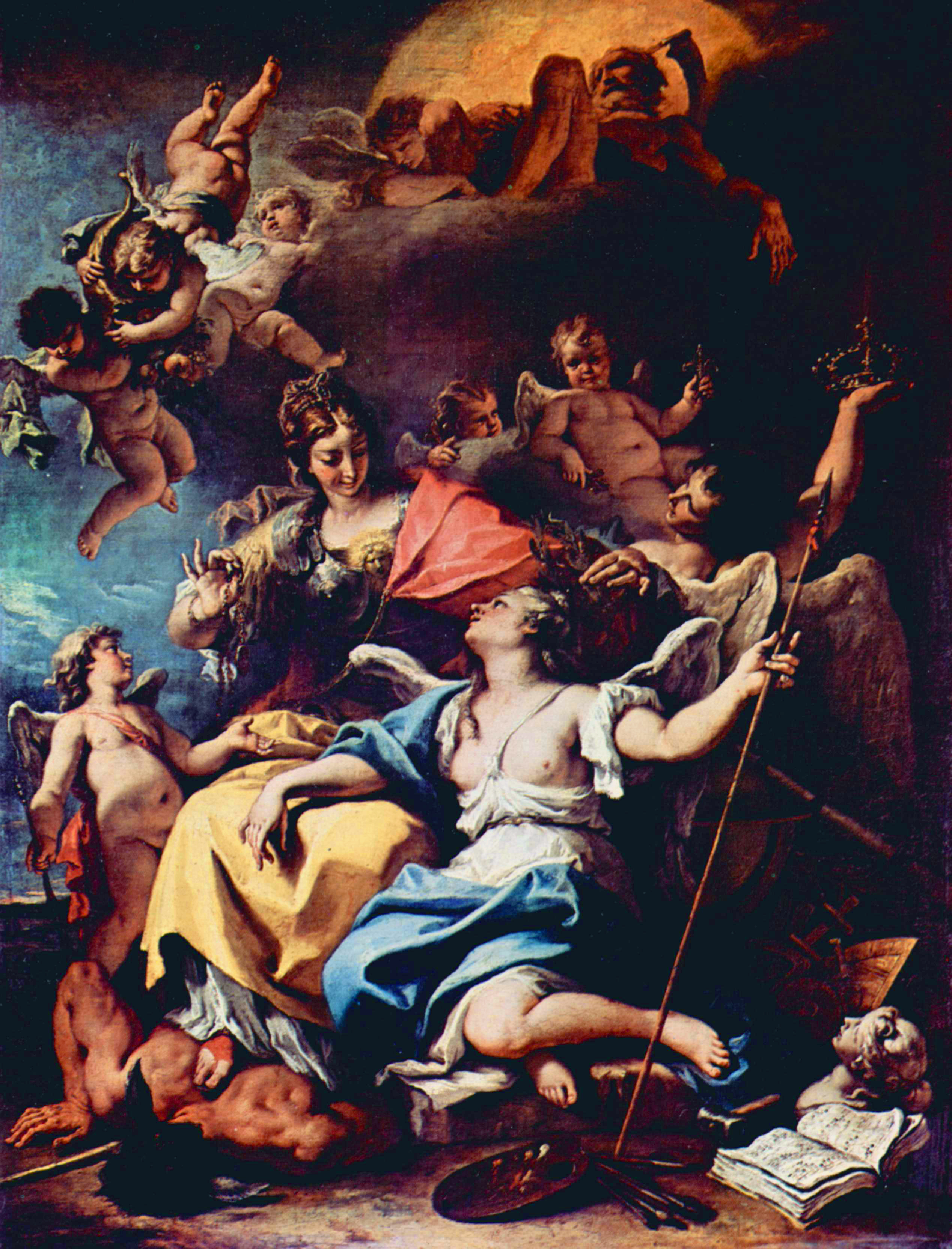
Sebastiano Ricci, Allegoria della Francia nella veste di Minerva che calpesta l'ignoranza e incorona la virtù, 1717-18
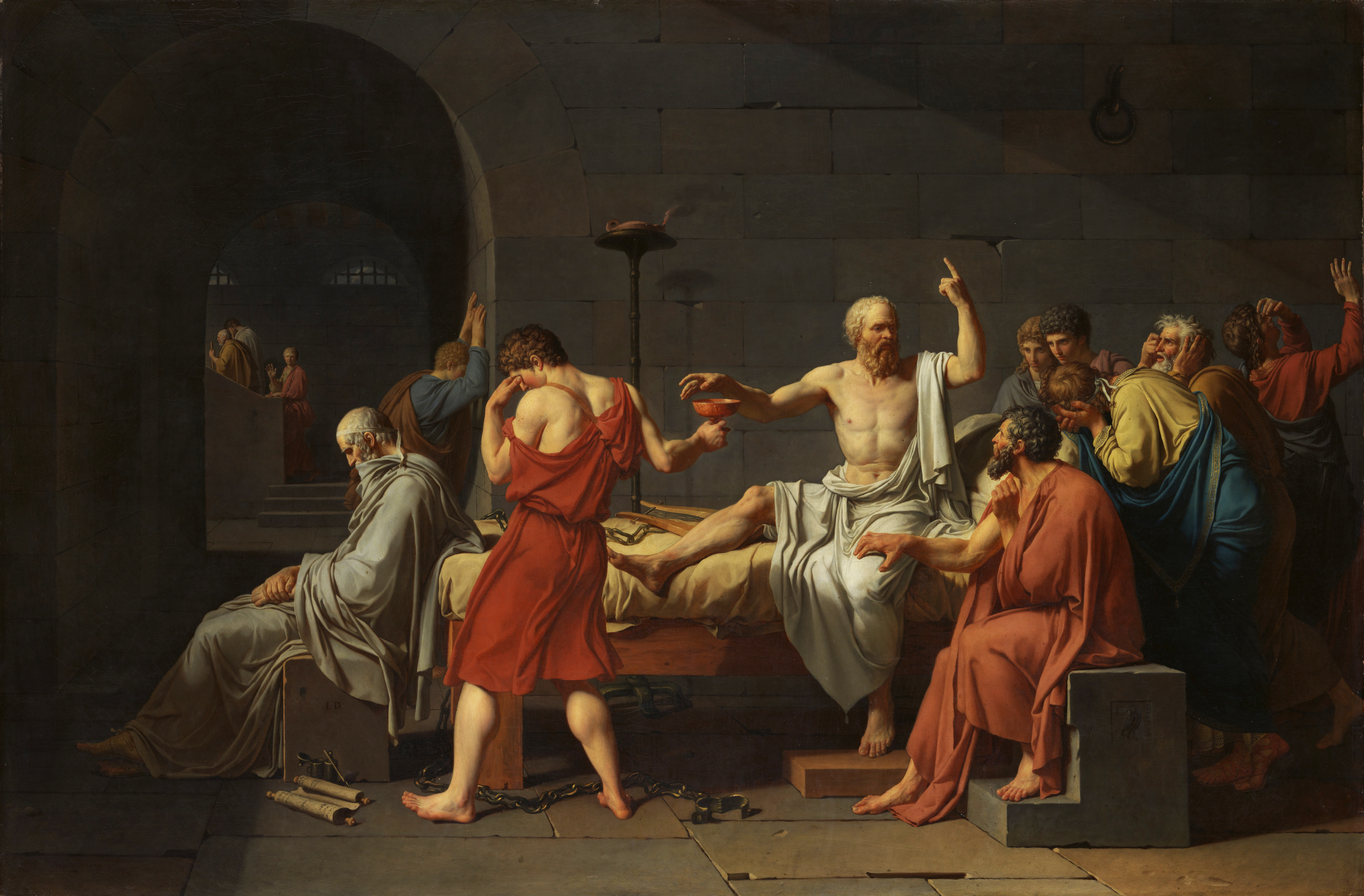
Jacques-Louis David, 1787, Morte di Socrate, École Nationale Supérieure des Beaux-Arts, Parigi
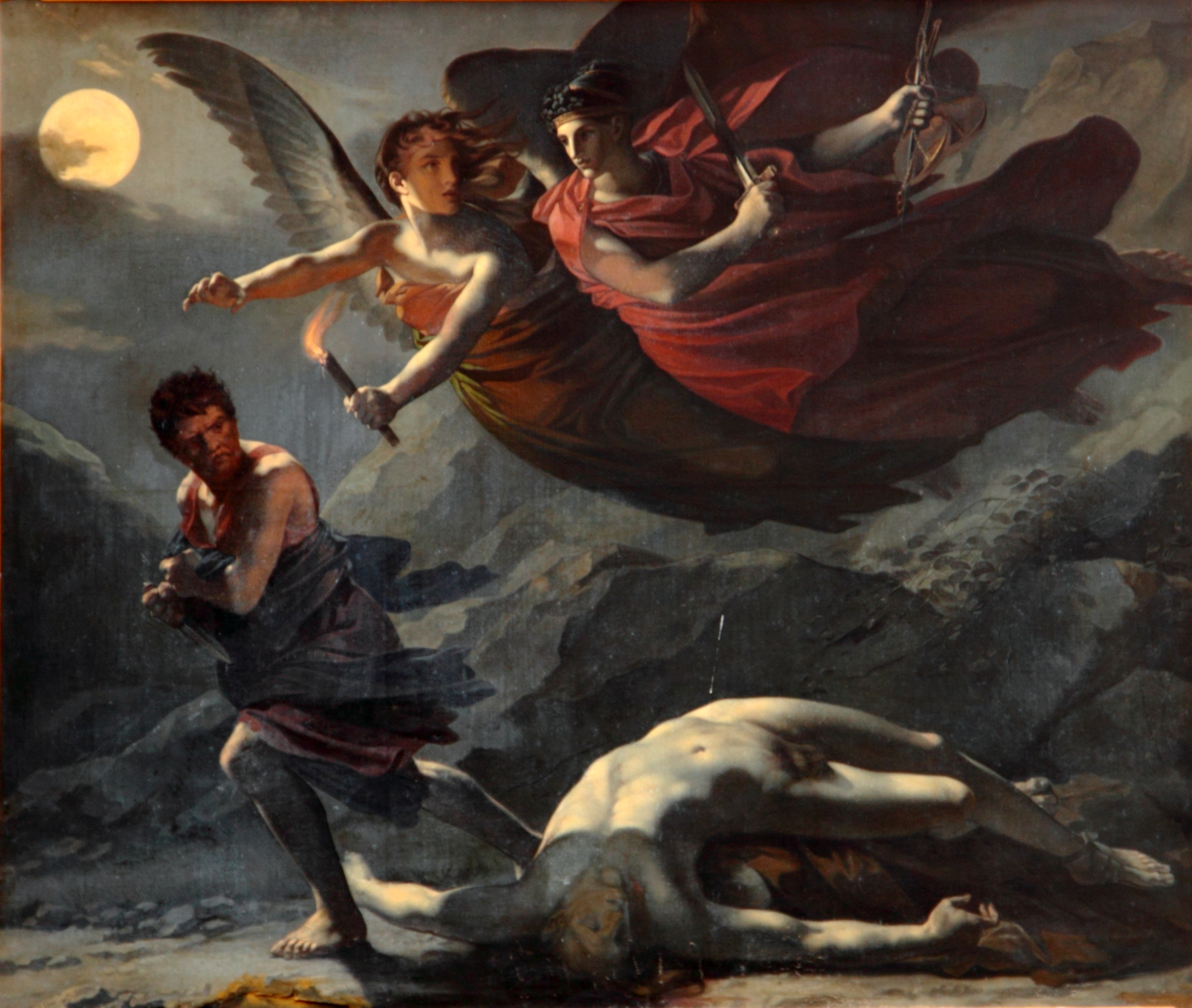
La Giustizia e la Vendetta divina che perseguitano il Crimine, Pierre-Paul Prud'hon, c. 1805-8
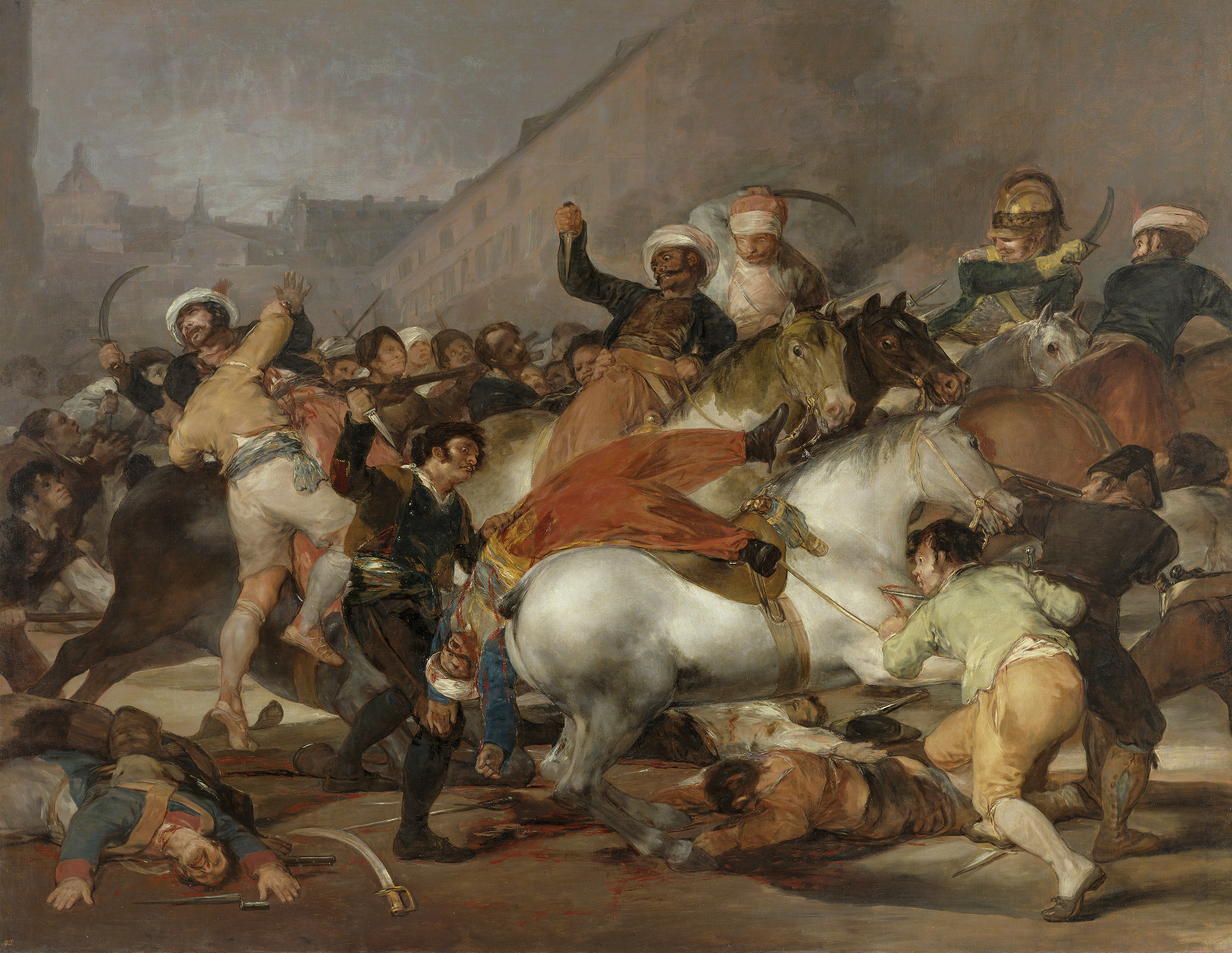
Francisco de Goya, 1814, Il 2 maggio 1808, Museo del Prado, Madrid
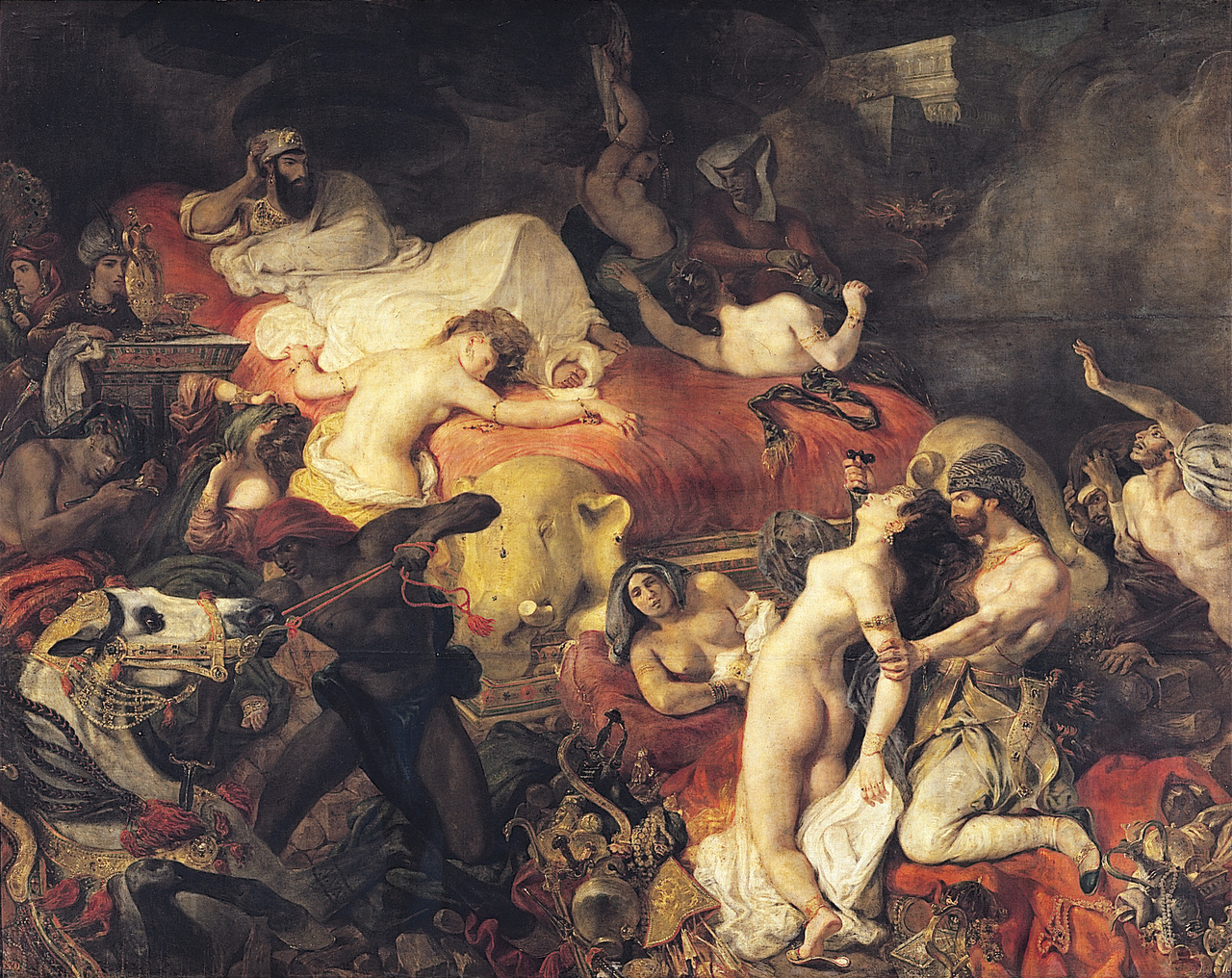
Eugène Delacroix, 1827, La morte di Sardanapalo, Louvre, Parigi
Karl Brjullov, Gli ultimi giorni di Pompei, 1827-1833, Museo russo, San Pietroburgo
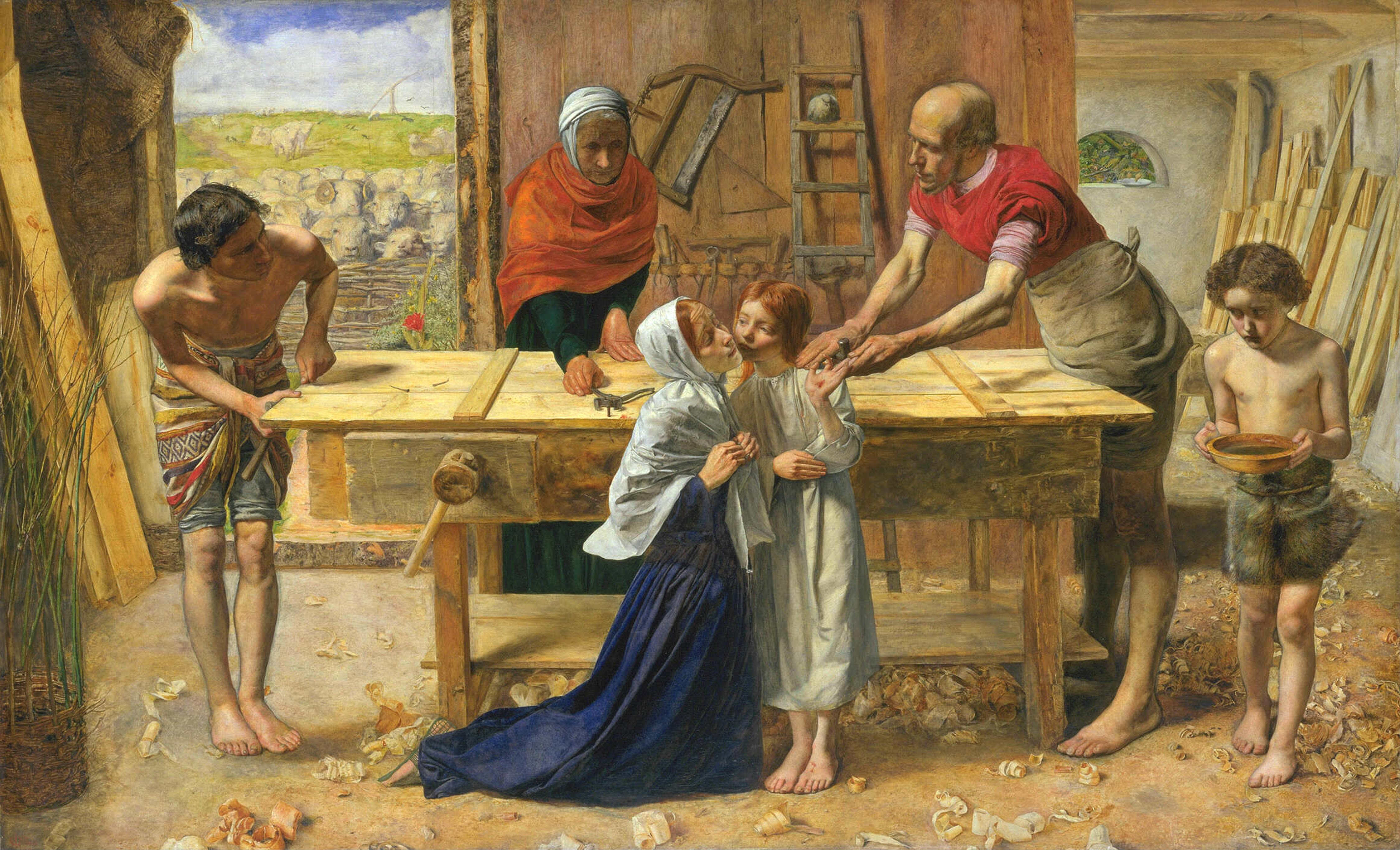
John Everett Millais, Cristo nella casa dei suoi genitori, 1854-1860, Tate Britain, Londra
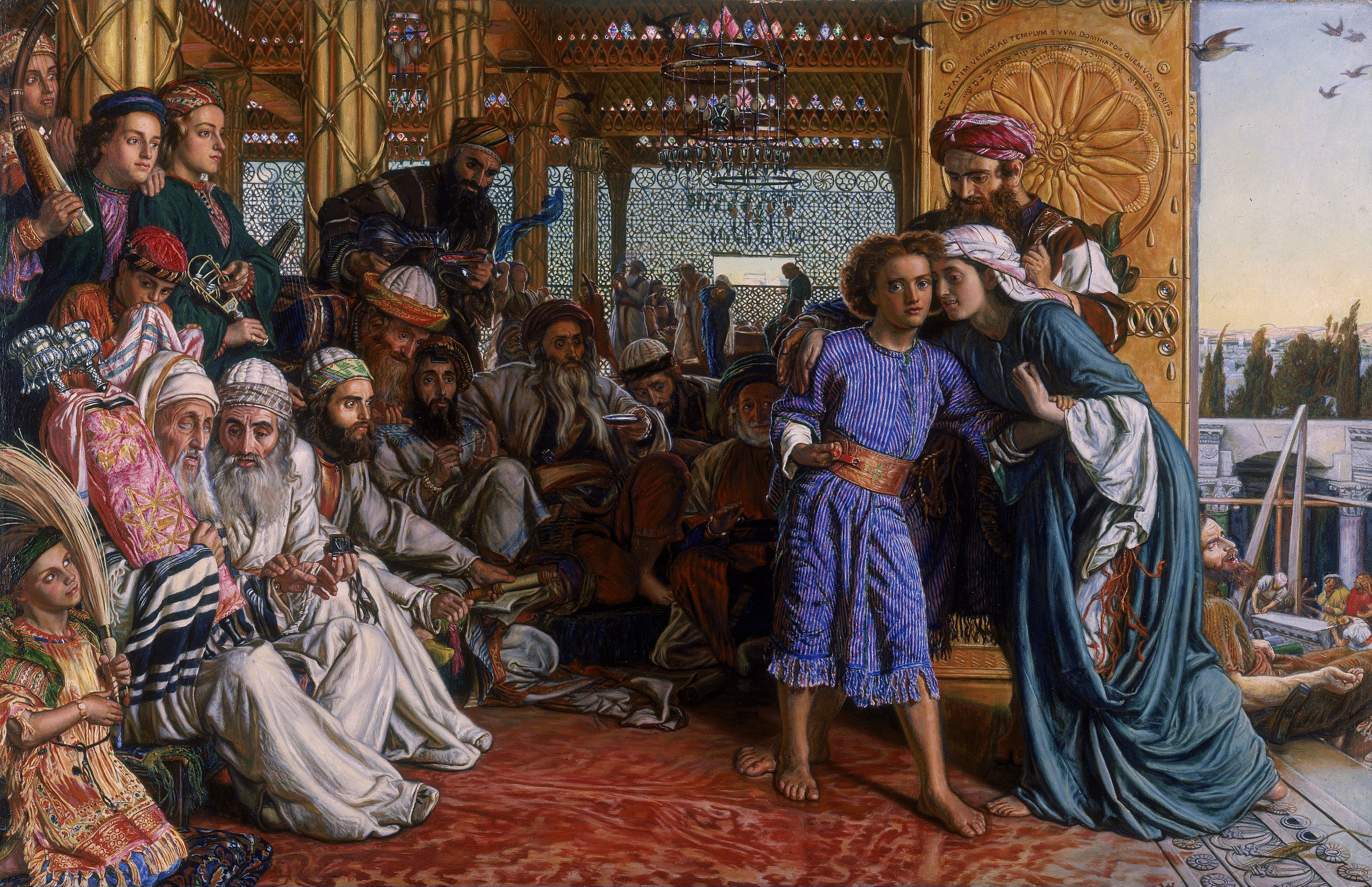
William Holman Hunt, The Finding of the Saviour in the Temple, 1854-1860, Birmingham Museum & Art Gallery, Birmingham
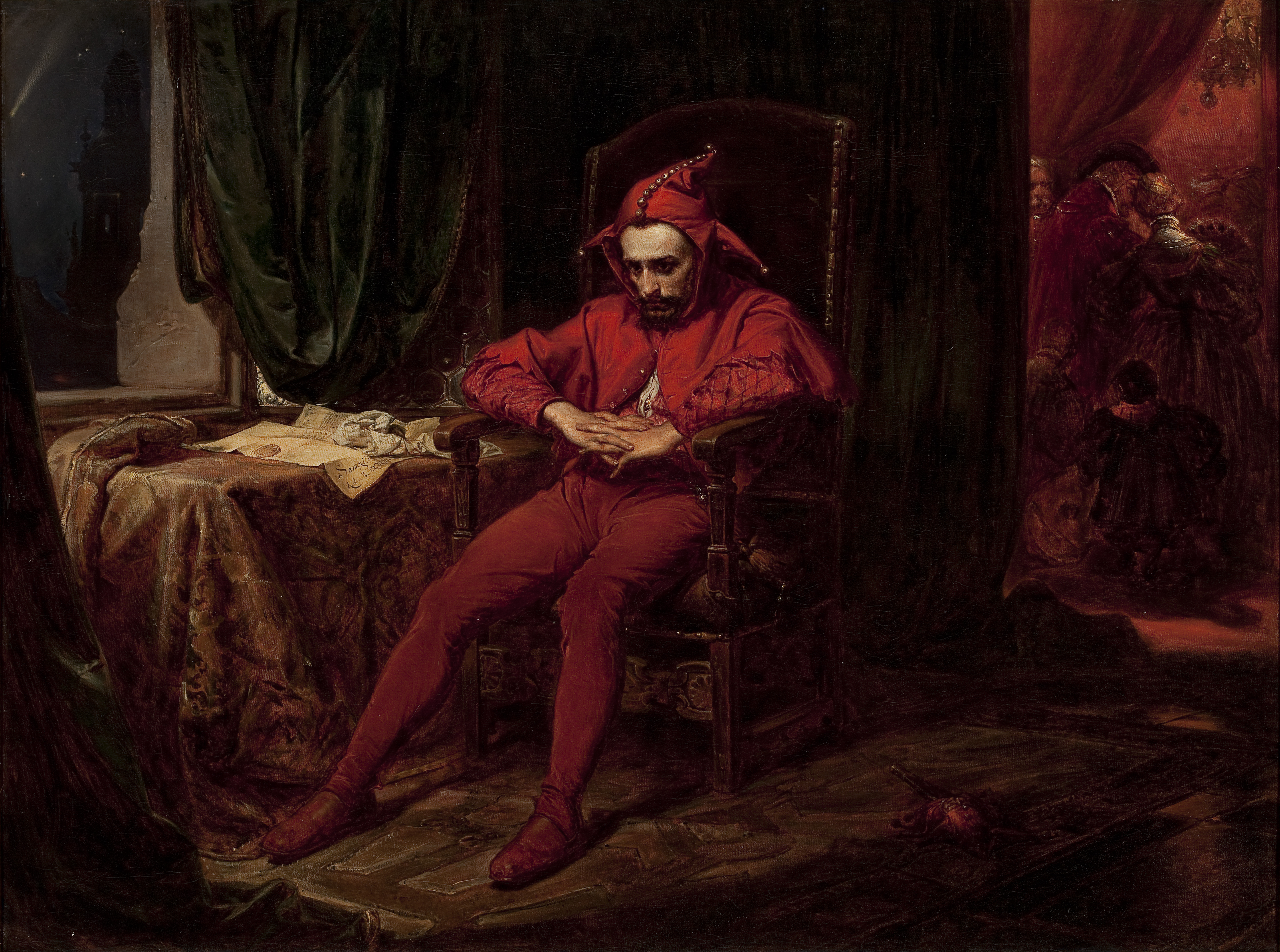
Jan Matejko, Stańczyk, 1862, Museo nazionale, Varsavia
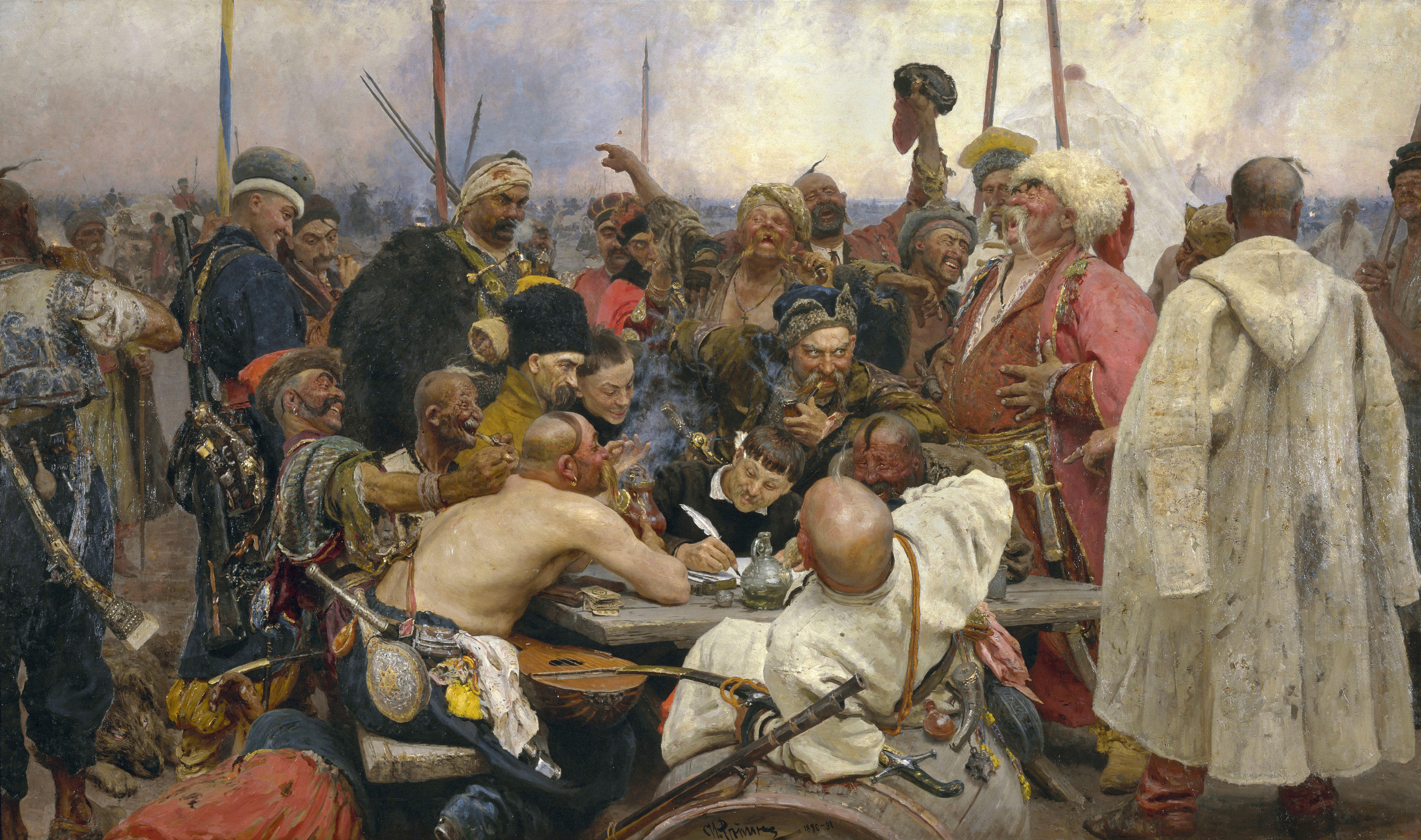
Il'ja Repin, Risposta satirica dei Cosacchi al Sultano della Turchia, 1880-1891, Museo russo, San Pietroburgo
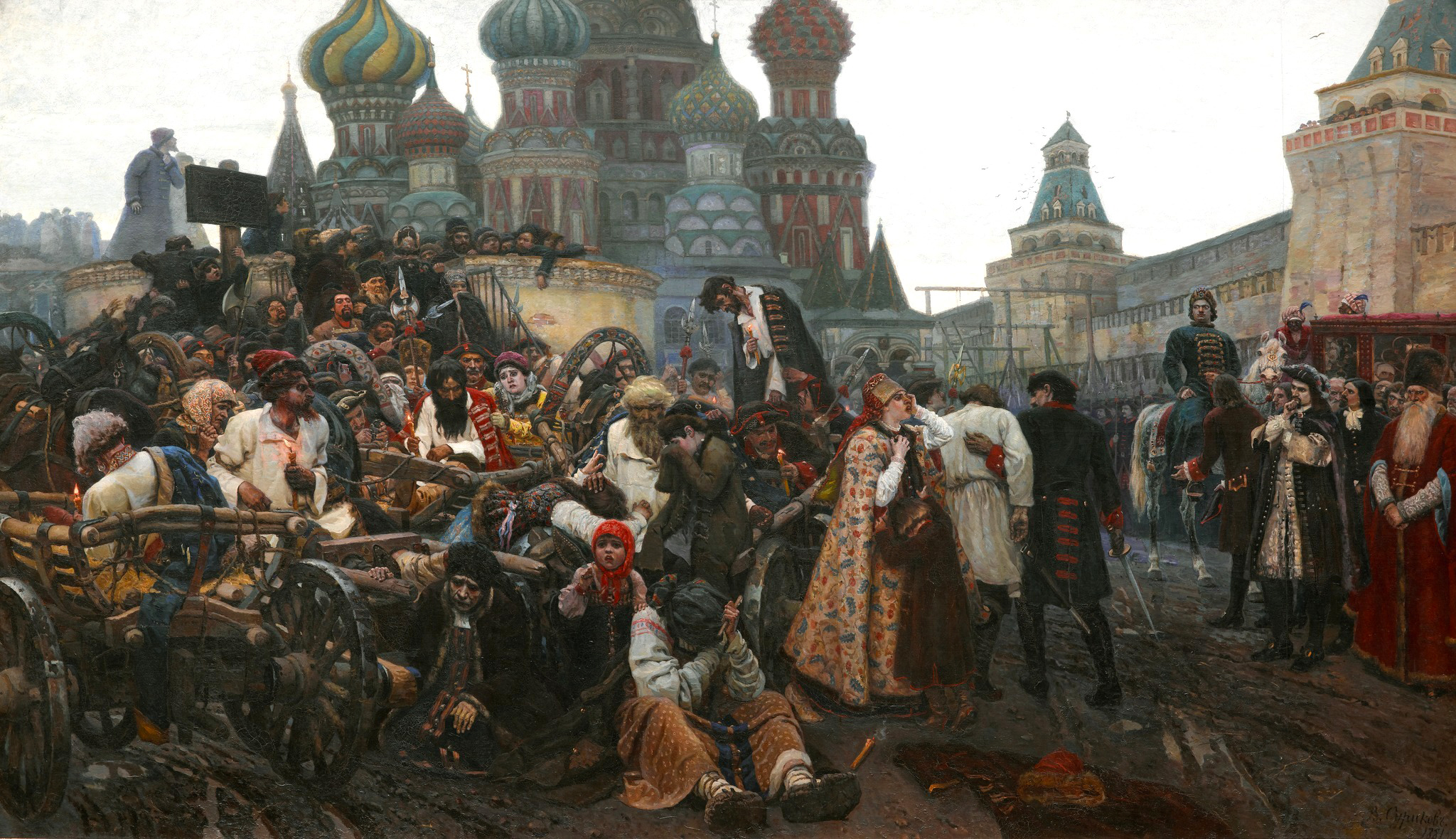
Vasilij Ivanovič Surikov, Morning of Streltsy's execution, 1881, Galleria Tret'jakov, Mosca